# Hiroyuki Komoto
Hiroyuki Komoto (河本 裕之) (Kobe, 4 de 
Setembro de 1985) é um ex-futebolista japonês que atuava como Zagueiro.

## Títulos
Omiya Ardija
- J2 League 2015

## Carreira
Formou-se na Takigawa Daini High School, uma prestigiada escola secundária em Nishi-ku, Kobe.
Em 2010, ele se transferiu para o Vissel Kobe.
Na 22ª rodada de 2010 contra o Kyoto Sanga, o goleiro Tatsuya Enomoto foi expulso com o segundo cartão amarelo aos 34 minutos do segundo tempo, porém as três substituições já haviam sido feitas. Hiroyuki pegou emprestado o uniforme do goleiro reserva Kenta Tokushige e jogou o restante da partida improvisado de guarda-redes. Ryosuke Matsuoka também foi expulso e complicou ainda mais a partida para o Vissel Kobe. A equipe perdeu de 3x0.
Em 12 de agosto de 2012, foi anunciado que ele se transferia para Omiya Ardija por empréstimo. Após chegar no Omiya Ardija, a equipe manteve um bom desempenho, ficando invicta por 10 partidas consecutivas na reta final do campeonato. Hiroyuki contribuiu muito para a permanência do clube na J-League.
Vissel Kobe foi rebaixado para a J2 League, mas devido ao grande apego, ele recusou a oferta de Omiya, que teria oferecido um salário melhor que o Vissel Kobe, e retornou a Kobe como capitão do time em 2013
Em 2015, ele retornou ao Omiya Ardija em definitivo 
Em 22 de outubro de 2021, ele anunciou sua aposentadoria dos gramados, na qual alcançou 400 jogos. na J-League em 21 de novembro e realizou uma cerimônia de aposentadoria em 5 de dezembro.

## Títulos
;Omiya Ardija
- J2 League 2015